# Lijst van burgemeesters van Noordgouwe
Dit is een lijst van burgemeesters van de voormalige Nederlandse gemeente Noordgouwe tot die gemeente in 1961 opging in de gemeente Brouwershaven.
| Ambtsperiode | Naam burgemeester                | Partij of stroming | Bijzonderheden                                |
| ------------ | -------------------------------- | ------------------ | --------------------------------------------- |
| ?            | ?                                |                    |                                               |
| 1837 - 1865  | Iman (I.) Hocke                  |                    |                                               |
| 1865 - 1901  | Reinier (R.) Groeneveld de Kater |                    |                                               |
| 1901 - 1912  | jhr. Cornelis Anne van Citters   |                    |                                               |
| 1912 - 1938  | Evert Hendrik Pieter van Nahuys  |                    | tevens burgemeester van Dreischor (1908-1938) |
| 1939 - 1946  | Jacob Jan Geluk                  |                    |                                               |
| 1947 - 1955  | Z. Cornelis                      |                    |                                               |
| 1956 - 1961  | N.A. van Wijk                    | VVD                |                                               |